# Century Media Records
Century Media Records (CMR) är ett skivbolag som specialiserat sig på goth, death, black, power och hardcore metal. Century Media grundades i Tyskland 1988 av Robert Kampf och har även kontor i Australien, Brasilien, Frankrike, Italien, Storbritannien, Sverige och USA.
Betydelsefulla band i början av skivbolagets existens var bland andra tyska Morgoth och de tre svenska banden Unleashed, Grave och Tiamat.
Några av de band som startat sin karriär via utgivning av Century Media är Eyehategod, God Forbid, Iced Earth, Lacuna Coil, Nevermore, Shadows Fall och Suicide Silence. 
Andra band som idag har kontrakt med Century Media är bland andra Angelus Apatrida, Arch Enemy, Behemoth, Borknagar, Caliban, Celtic Frost, Dark Tranquillity, Deicide, Evocation, Finntroll, In Flames, Krisiun, Naglfar, The Haunted, Jag Panzer , Samael, Sentenced, Strapping Young Lad, Turisas och Witchery.
2011 valde Century Media Records att lämna Spotify vilket innebär att nästan alla band och artister kommer att plockas bort, vilket kan sluta med att folk väljer att avsluta sin prenumeration. Spotify försöker dock att få tillbaka artisterna.[uppföljning saknas]

## Century Black
Under andra halvan av 90-talet skapades skivetiketten Century Black som gav ut och återutgav många black metal-album som annars var svåra att få tag på. År 2000 lades den verksamheten ner då de flesta av banden på etiketten antingen gått vidare till andra skivbolag, ändrat musikalisk inriktning eller blivit del Century Medias huvudsakliga utgivning.